# Xindi (socken i Kina, Inre Mongoliet, lat 42,09, long 119,89)
Xindi (kinesiska: 新地, 新地乡) är en socken i Kina. Den ligger i den autonoma regionen Inre Mongoliet, i den norra delen av landet, omkring 700 kilometer öster om regionhuvudstaden Hohhot.
Genomsnittlig årsnederbörd är 592 millimeter. Den regnigaste månaden är juli, med i genomsnitt 141 mm nederbörd, och den torraste är januari, med 2 mm nederbörd.